# 953 Painleva
Painleva (asteroide 953) é um asteroide da cintura principal com um diâmetro de 28,33 quilómetros, a 2,2704713 UA. Possui uma excentricidade de 0,1862307 e um período orbital de 1 702,21 dias (4,66 anos).
Painleva tem uma velocidade orbital média de 17,8313972 km/s e uma inclinação de 8,6671º.
Esse asteroide foi descoberto em 29 de Abril de 1921 por Benjamin Jekhowsky.
Seu nome é uma homenagem ao matemático francês Paul Painlevé. 